# Вулен-ле-Тамплие
Вуле́н-ле-Тамплие́ (фр. Voulaines-les-Templiers) — коммуна во Франции, находится в регионе Бургундия. Департамент коммуны — Кот-д’Ор. Входит в состав кантона Ресе-сюр-Урс. Округ коммуны — Монбар.
Код INSEE коммуны — 21717.

## Население
Население коммуны на 2010 год составляло 306 человек.
| 1962 | 1968 | 1975 | 1982 | 1990 | 1999 | 2010 |
| ---- | ---- | ---- | ---- | ---- | ---- | ---- |
| 447  | 415  | 380  | 364  | 383  | 386  | 306  |

## Экономика
В 2010 году среди 193 человек трудоспособного возраста (15—64 лет) 147 были экономически активными, 46 — неактивными (показатель активности — 76,2 %, в 1999 году было 66,7 %). Из 147 активных жителей работали 122 человека (71 мужчина и 51 женщина), безработных было 25 (18 мужчин и 7 женщин). Среди 46 неактивных 10 человек были учениками или студентами, 22 — пенсионерами, 14 были неактивными по другим причинам.